# Esquerra (lateralitat)

Esquerra i dreta.

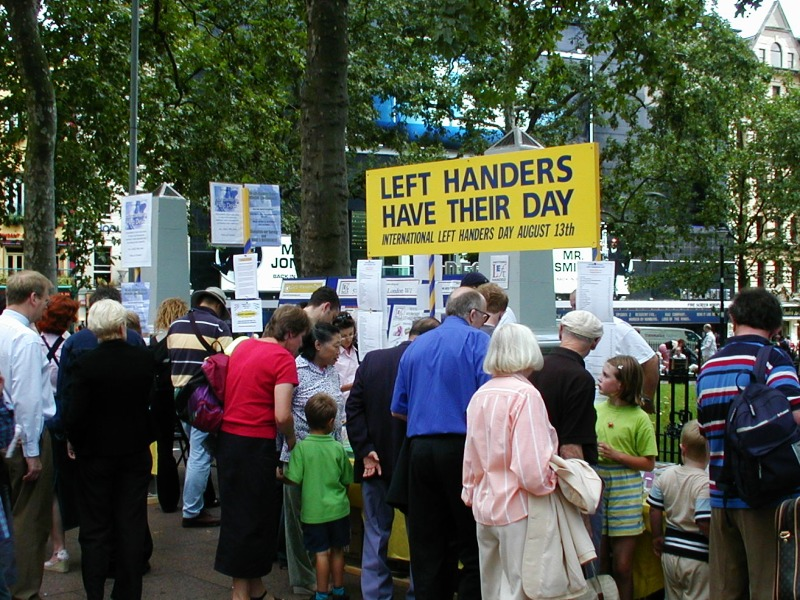
Dia dels esquerrans, 13 d'agost de l'any 2002.

L'esquerra és la banda d'una persona que, quan mira cap al sud correspon a l'est. És, per tant, una direcció relativa, ja que depèn del punt de vista de l'observador (una mateixa direcció serà dreta o esquerra en funció d'on se situï la referència). S'oposa a la dreta. Les persones esquerranes són les que tenen la seva lateralitat a l'esquerra.
La lateralitat és la preferència que mostren la majoria dels éssers humans d'una banda del seu propi cos. En seria un exemple el fet de ser dretà o esquerrà. També pot ser aplicat als animals i a les plantes.
Aproximadament el 13% de la població mundial és esquerrana. La majoria dels éssers humans són destres. També la majoria mostren un predomini del costat dret. És a dir, que si es veuen obligats a triar prefereixen emprar l'ull, o el peu o l'orella dreta. Les causes de la lateralitat no es comprenen del tot, però es pensa que cada hemisferi cerebral controla el costat contrari del cos, i l'hemisferi esquerre resulta ser el predominant.
Al llarg de la història, ser esquerrà ha estat considerat quelcom negatiu - la paraula llatina sinister volia dir esquerra- i per això s'intentava corregir la lateralitat dels nens que mostraven un major ús de la mà esquerra. No obstant això, hi ha hagut molts esquerrans importants, i s'ha descobert que, en algunes circumstàncies, l'hemisferi cerebral dret (associat a la part esquerra del cos) més actiu en els esquerrans, està associat a la genialitat.